# Tiếng Koasati
Tiếng Koasati (còn gọi là tiếng Coushatta) là một ngôn ngữ bản địa Hoa Kỳ thuộc hệ ngôn ngữ Muskogee. Đây là ngôn ngữ của người Koasati, một dân tộc chủ yếu cư ngụ ở quận Allen bắc thị trấn Elton, Louisiana, một số nhỏ hơn sống trong một khu cho người bản địa gần Livingston, Texas, cùng với người Alabama. Năm 1991, nhà ngôn ngữ học Geoffrey Kimball ước tính số người nói ngôn ngữ này là 400 người, trong đó chừng 350 sống ở Louisiana. Không rõ số người nói chính xác, Coushatta Tribe báo rằng đa số thành viên trên 20 tuổi của bộ tộc nói tiếng Koasati. Năm 2007, Coushatta Tribe of Louisiana, khi hợp tác với Đại học McNeese State và Đại học William và Mary, đã khởi đầu Koasati (Coushatta) Language Project như một dự án phục hồi ngôn ngữ với sự tài trợ từ Tổ chức Khoa học Quốc gia.
Dù tiếng Koasati và tiếng Alabama gần gũi nhau và hai dân tộc nói nó sống lân cận, người nói hai ngôn ngữ này khó có thể hiểu được nhau nếu chưa có sự tiếp xúc trước đó. Nó cũng có quan hệ với tiếng Mikasuki; một vài người bản ngữ tiếng Koasati ghi nhận rằng họ có thể hiểu được tiếng Mikasuki ở mức nào đó.